# Mihai Baicu
Mihai Baicu (n. 21 septembrie 1975, București, România – d. 6 iulie 2009, București, România) a fost un fotbalist român.

## Carieră
Și-a făcut debutul în prima ligă românească în 1994, la 19 ani, jucând pentru FC Național într-un meci contra echipei Rapid București.
A jucat de-a lungul carierei sale la echipele FC Național, Dacia Unirea Brăila, FC Argeș, Chindia Tîrgoviște, Foresta Suceava, AS Cittadella, US Cremonese, FC Brașov, FC Ghimbav, Farul Constanța și Ceahlăul P. Neamț.
În perioada când a jucat la Farul Constanța, a fost suspendat pe o perioadă de trei luni și amendat cu 400 de euro, după ce a fost depistat că a folosit furosemid, un medicament pentru slăbire.
Și-a încheiat cariera de fotbalist profesionist în 2007, la 31 de ani, jucând după aceea la echipa de amatori Malie din Italia.
A jucat 117 meciuri în Liga I, marcând 17 goluri, iar în Liga a II-a a marcat de 33 de ori în 44 de meciuri.

## Decesul
Mihai Baicu a murit subit în ziua de 6 iulie 2009, în urma unui stop cardiac după un joc de fotbal cu prietenii pe un teren sintetic.

## Legături externe
- Mihai Baicu la romaniansoccer.ro